# 志田鉀太郎
志田 鉀太郎（しだ こうたろう、1868年10月5日（慶応4年8月20日） - 1951年（昭和26年）3月13日）は、日本の法学者。第5代明治大学総長。

## 経歴
1868年、東京府（後の東京市牛込区、現・東京都新宿区）の一橋徳川家剣術指南番の家に生まれる。東京府尋常中学校、私立東京英語学校などを経て、1894年（明治27年）、東京帝国大学法科大学卒業、同大学院入学。1898年（明治31年）、学習院大学科教授に就任。
1897年（明治30年）から1919年（大正8年）まで新設の東京高等商業学校（のちの東京商科大学、現一橋大学）専攻部初代商法教授。ドイツ留学中に石川巌・石川文吾・神田乃武・瀧本美夫・津村秀松・福田徳三・関一とともに東京高商の大学昇格運動を始め、1920年（大正9年）から東京商科大学保険学担当講師。1919年（大正8年）から共済生命（現明治安田生命保険）専務取締役。門下に東京商科大学助教授を経て弁護士に転身した村上秀三郎等がいる。1919年に後任として東京商科大商法教授に着任した青山衆司は弟。
他に、東大、東京専門学校、明治法律学校、和仏法律学校などで講師を務めた。1902年（明治35年）、独・仏留学後、日清戦争後に「満州人による国家」が亡国の憂き目にあったことから変法自強運動などの改革の途上にあった清に招かれ、商法編纂に従事。帰国後も明治大学において下野直太郎、關一、星野太郎、佐野善作、村瀬春雄、坂本陶一、石川文吾、瀧本美夫、横井時冬ら東京商科大の同僚とともに商学部設置に尽力し、教授に就任した。他に一宮実業学校の初代校長に就任。明治大学商学部長を経て、1940年（昭和15年）6月、第5代明治大学総長に就任した。
また、日本保険学会創立に参画し、1950年に加藤由作一橋大学教授が議長を務めた日本保険学会再建総会で、印南博吉明治大学教授による経過報告ののち、矢野恒太、粟津清亮とともに名誉会員に推挙された。ゼミの指導学生に印南博吉、田中外次など。

## 栄典
位階
- 1897年（明治30年）11月30日 - 従七位[6]

勲章
- 1910年（明治43年）12月26日 - 勲四等瑞宝章[7]